# Coppa della Super League 2005 (Cina)
La Coppa della Super League 2005 (2005中国足球协会超级联赛杯S, 2005 Zhōngguó Zúqiú Xiéhuì Chāojí Liánsài BēiP) è stata la seconda e ultima edizione della Coppa della Super League. Le prime partite del primo turno si sono svolte il 17 maggio 2005 e il ritorno della finale il 19 novembre. Il Wuhan Huanghelou ha vinto il titolo dopo aver battuto lo Shenzhen Jianlibao con un complessivo di 3-1 nelle finali.

## Calendario
Il calendario è stato ufficializzato dalla Federazione calcistica della Cina.
| Fase              | Turno      | Sorteggi | Andata            | Ritorno           |
| ----------------- | ---------- | -------- | ----------------- | ----------------- |
| Turni eliminatori | 1º turno   | 2005     | 17-18 maggio 2005 | 28-29 maggio 2005 |
| Turni eliminatori | 2º turno   | 2005     | 5 giugno 2005     | 12 giugno 2005    |
| Fase finale       | Semifinali | 2005     | 8 ottobre 2005    | 16 ottobre 2005   |
| Fase finale       | Finale     | 2005     | 12 novembre 2005  | 19 novembre 2005  |

## Squadre
| Squadre          | Rank         |
| Jia-A League     | Jia-A League |
| ---------------- | ------------ |
| Shen. Jianlibao  | 1            |
| Shandong Taishan | 2            |

| Squadre          | Rank         |
| Jia-A League     | Jia-A League |
| ---------------- | ------------ |
| Inter Shanghai   | 3            |
| Liaoning         | 4            |
| Dalian Shide     | 5            |
| Tianjin Teda     | 6            |
| Beijing Xiandai  | 7            |
| Shenyang Ginde   | 8            |
| S. Guancheng     | 9            |
| Shanghai Shenhua | 10           |
| Qingdao Hainiu   | 11           |
| Chongqing Lifan  | 12           |
| Wuhan Huanghelou | 13           |
| Shanghai Zhong.  | 14           |

## Primo Turno
| Squadra 1        | Totale          | Squadra 2        | Andata | Ritorno     |
| ---------------- | --------------- | ---------------- | ------ | ----------- |
| Qingdao Hainiu   | 4 – 4 (gfc)     | Dalian Shide     | 0 – 1  | 4 – 3       |
| Wuhan Huanghelou | 1 – 1 (5-4 dtr) | Tianjin Teda     | 1 – 0  | 0 – 1 (dts) |
| Chongqing Lifan  | 8 – 4           | S. Guancheng     | 5 – 1  | 3 – 3       |
| Shenyang Ginde   | 1 – 3           | Liaoning         | 1 – 3  | 0 – 0       |
| Beijing Xiandai  | 2 – 2 (gfc)     | Inter Shanghai   | 1 – 0  | 1 – 2       |
| Shanghai Zhong.  | 2 – 7           | Shanghai Shenhua | 1 – 4  | 1 – 3       |

## Secondo Turno
| Squadra 1       | Totale | Squadra 2        | Andata | Ritorno |
| --------------- | ------ | ---------------- | ------ | ------- |
| Qingdao Hainiu  | 4 – 5  | Wuhan Huanghelou | 4 – 1  | 0 – 4   |
| Chongqing Lifan | 1 – 4  | Shanghai Shenhua | 0 – 2  | 1 – 2   |
| Liaoning        | 3 – 7  | Shen. Jianlibao  | 1 – 4  | 2 – 3   |
| Beijing Xiandai | 4 – 5  | Shandong Taishan | 2 – 2  | 2 – 3   |

## Semifinali
| Squadra 1        | Totale          | Squadra 2        | Andata | Ritorno     |
| ---------------- | --------------- | ---------------- | ------ | ----------- |
| Wuhan Huanghelou | 1 – 1 (4-3 dtr) | Shandong Taishan | 0 – 1  | 1 – 0 (dts) |
| Shanghai Shenhua | 5 – 7           | Shen. Jianlibao  | 0 – 1  | 2 – 2       |

## Finale
| Shenzhen 12 novembre 2005, ore 15:35                           | Shen. Jianlibao | 1 – 1             | Wuhan Huanghelou | Shenzhen Stadium |
| \| \| \| \| \| 40’ Cai Xi \| Marcatori \| 48’ Zhang Yonghai \| |                 |                   |                  |                  |
|                                                                |                 |                   |                  |                  |
| 40’ Cai Xi                                                     | Marcatori       | 48’ Zhang Yonghai |                  |                  |

| Wuhan 19 novembre 2005, ore 15:00                          | Wuhan Huanghelou | 2 – 0 | Shen. Jianlibao | Wuhan Sports Center Stadium |
| \| \| \| \| \| 67’ Gilsinho 69’ Vicente \| Marcatori \| \| |                  |       |                 |                             |
|                                                            |                  |       |                 |                             |
| 67’ Gilsinho 69’ Vicente                                   | Marcatori        |       |                 |                             |